# Massachusetts Bay-kolonin

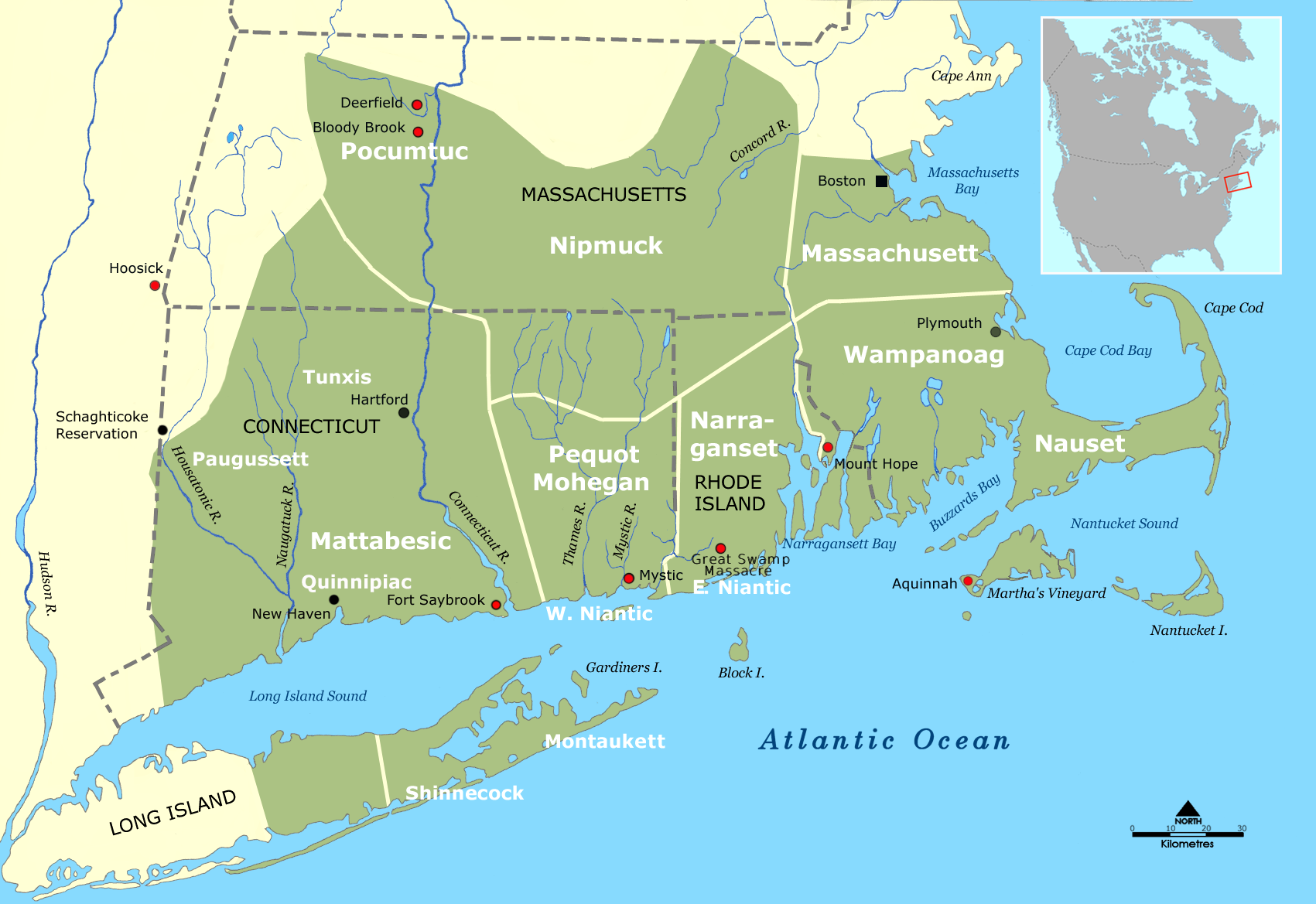
Karta över indianstammarna i södra New England, cirka 1600; de politiska gränserna som visas är dock från senare tider.

Massachusetts Bay-kolonin (engelska: Massachusetts Bay Colony), även Massachusetts Bay Company, var en av föregångarna till delstaten Massachusetts i USA. Den fanns i New England under 1600-talet, och ersattes av New England-dominionen 1686, vilken i sin tur upplöstes 1689 och för Massachusetts följdes av Massachusetts Bay-provinsen.

### Fotnoter
1. ↑  ”Massachusetts” (på engelska). World Statesmen. http://www.worldstatesmen.org/US_states_L-M.html#Massachusetts. Läst 9 november 2015.